# Idris lakshmani
Idris lakshmani är en stekelart som först beskrevs av Mani 1939.  Idris lakshmani ingår i släktet Idris och familjen Scelionidae. Inga underarter finns listade i Catalogue of Life.